# Paiața
Paiața este un film românesc din 2015 regizat de Virgil Mocanu.